# Alexander Wheelock Thayer
Alexander Wheelock Thayer (22. oktober 1817—15. juli 1897) var en amerikansk musikforfatter.
Thayer var i sin ungdom jurist og journalist og skrev musikartikler i den ansete Journal of Music. Med den tanke at forfatte en Beethovenbiografi rejste han til Berlin for at studere i det kongelige bibliotek, men sygdom og økonomiske vanskeligheder tvang til afbrydelse i arbejdet og tilbagevenden til Amerika, hvor understøttelse fra en rigmand (hvem 1. del af Thayers livsværk tilegnedes) satte ham i stand til at genoptage arbejdet. 1858 offentliggjordes Beethoven, his childhood and youth. Derefter fulgte på ny rejser i Tyskland og England med besøg hos alle, der havde kendt Beethoven, og 1865 en ansættelse som amerikansk konsul i Triest. Samme år udkom Chronologisches Verzeichniss der Werke Ludwig van Beethovens og 1866 1. bind af den store biografi: Ludwig van Beethovens Leben (på tysk, oversat og bearbejdet af Deiters), der fulgtes af 2. del 1872 og 3. del 1879; en 4. del var planlagt som afslutning på dette i biografisk henseende grundlæggende værk, men Thayer nåede ikke at udføre dette bind. I ny, delvis omarbejdet skikkelse udgavs værket af Riemann, i alt 5 bind. Thayers originale engelske arbejde kom først frem 1921 ved Krehbiel i New York på The Beethoven Associations foranstaltning.